# Russula emetica
Russula emetica é um cogumelo basidiomiceto que pode ser encontrado na natureza na Europa, norte da África, Ásia e América do Norte. É a espécie-tipo do gênero Russula. Possui um chapéu predominantemente vermelho, de até 8,5 cm de diâmetro e com um formato que varia de convexo a achatado. Sua estipe (o "tronco" do cogumelo) é lisa, branca e atinge 10,5 cm de altura. As lamelas também são brancas e espaçadas entre si; já sua carne é frágil e tem um sabor muito forte e picante. O pigmento que confere a cor vermelha ao chapéu é parcialmente solúvel em água, de modo que quando o cogumelo é exposto à chuva pode perder um pouco de sua cor.
A espécie foi descrita pela primeira vez por Schäffer em 1774, sendo chamada na época de Agaricus emeticus, mas foi Persoon quem a transferiu, em 1796, para o gênero Russula, preservando o epíteto emetica, palavra derivada do grego antigo emetikos (εμετικος), que significa "emético" ou "indutor de vômito". É uma referência a um dos sintomas provocados pela ingestão do cogumelo, que também pode causar náuseas, diarreia e cólicas abdominais. Apesar disso, o fungo tem sido usado na culinária após passar por algum processo que reduza a quantidade de toxinas, como a parboilização. Pode ser salgado, preparado como pickles e sua cutícula é usada como tempero para goulash. Vários animais se alimentam do cogumelo, como algumas espécies de esquilos, lesmas, caracóis e moscas-das-frutas.
Como todas as espécies de Russula, R. emetica é um fungo micorrízico, formando portanto uma parceria mutuamente benéfica com raízes de árvores e de algumas plantas herbáceas. As plantas hospedeiras preferidas são as coníferas, principalmente pinheiros. Os corpos de frutificação crescem individualmente, dispersos, ou em grupos com musgos do gênero Sphagnum perto de pântanos, além de florestas de coníferas e mistas. Eles se desenvolvem principalmente entre os meses de agosto e outubro e a longevidade dos cogumelos foi estimada em 4 a 7 dias.

## Taxonomia
A espécie foi descrita oficialmente pela primeira vez em 1774, sendo batizada na época como Agaricus emeticus. Essa descrição original foi feita pelo alemão Jacob Christian Schäffer, em sua série de obras sobre fungos da Baviera e do Palatinado intitulada Fungorum qui in Bavaria et Palatinatu circa Ratisbonam nascuntur icones. Mais tarde, em 1796, o micologista Christiaan Hendrik Persoon transferiu o cogumelo para o gênero Russula, onde permanece até a atualidade. O epíteto específico é derivado do grego antigo emetikos (εμετικος), que significa "emético" ou "indutor de vômito". De modo similar, seus nomes populares em língua inglesa sickener, emetic russula e vomiting russula, são uma referência a alguns dos sintomas provocados pela ingestão do cogumelo.
De acordo com o banco de dados nomenclatural MycoBank, Agaricus russula é considerado sinônimo de R. emetica. Este nome foi publicado por Giovanni Antonio Scopoli em 1772, dois anos antes da descrição de Schäffer. No entanto, este termo está indisponível, isso porque o nome dado por Persoon é um nome sancionado. Outros sinônimos incluem Amanita rubra de Jean-Baptiste Lamarck (1783), e Agaricus ruber de Augustin Pyramus de Candolle (1805).
Russula emetica é a espécie-tipo do gênero Russula. De acordo com a classificação infragenérica dos Russula idealizada por Rolf Singer, é também o tipo da seção Russula. Em uma classificação alternativa proposta por Henri Romagnesi, é a espécie-tipo da subsecção Emeticinae. A análise molecular das espécies europeias de Russula determinou que R. emetica pode ser agrupada num clado com R. raoultii, R. betularum e R. nana; uma análise posterior confirmou a estreita relação filogenética entre R. emetica e esses dois últimos Russula.

## Descrição

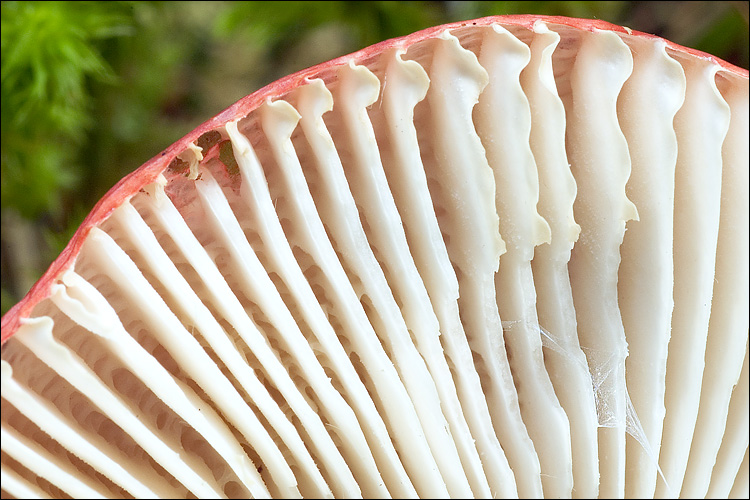
As lamelas são espaçadas.

O píleo (o "chapéu" do cogumelo) de R. emetica tem superfície pegajosa, mede 2,5 a 8,5 cm de diâmetro, com um formato que varia de convexo (em espécimes jovens) a achatado, às vezes com uma depressão central, e às vezes com um umbo superficial. Tem cor escarlate-brilhante ou vermelho-cereja e, quando maduro, suas bordas apresentam sulcos radiais finos que se estendem 2 a 7 milímetros em direção ao centro do chapéu. A cutícula pode ser facilmente destacada do píleo. A carne é frágil e branca (ou tingida de vermelho diretamente sob a cutícula do chapéu), mede 4 a 9 milímetros de espessura, e tem um sabor muito forte e picante. As lamelas são espaçadas, brancas a branco-creme, e têm uma ligação com o tronco que varia de adnata adnexa a totalmente livre. Elas são intervenosas (contendo veias transversais nos espaços entre as lamelas) e ocasionalmente se bifurcam próximo à margem do chapéu. Os corpos de frutificação têm um cheiro ligeiramente frutado ou picante.
A estipe (o "tronco" do cogumelo) é branca e mede 4,5 a 10,5 cm de comprimento por 0,7 a 2,4 cm de espessura. Tem mais ou menos a mesma largura em toda sua extensão, embora possa ser um pouco mais grossa perto da base. Sua superfície é seca e lisa, por vezes marcada por sulcos longitudinais discretos. O tronco é recheado (preenchido com um material de aspecto algodonoso) ou parcialmente oco, e não possui um anel ou véu parcial.
Os pigmentos vermelhos deste e de outros cogumelos do gênero Russula são solúveis em água até um certo grau, e os corpos de frutificação muitas vezes murcham ou ficam mais brancos com a chuva ou a luz do sol; a cor do chapéu de espécimes mais velhos pode desbotar e ficar rosa ou laranja, ou desenvolver manchas brancas. O principal pigmento responsável pela cor vermelha dos corpos de frutificação é chamado russularhodin, mas pouco se sabe sobre sua composição química.

### Características microscópicas
Russula emetica produz uma impressão de esporos, técnica utilizada na identificação de fungos, de cor branca-amarelada. Os esporos são aproximadamente elípticos ou ovais, com uma superfície bastante verrucosa e parcialmente reticulada (formando uma espécie de "rede"). Eles têm dimensões de 8,8 a 11,0 por 6,6 a 8 micrômetros (μm) e são amiloides, o que significa que absorvem o iodo quando corados com o reagente de Melzer, ficando azuis, cinza-azulados ou com uma tonalidade enegrecida. Os basídios (as células portadoras de esporos) têm forma de trevo em secção transversal, possuem quatro esporos cada, são hialinos (translúcidos) e medem 32,9 a 50 por 9,0 a 11,6 μm. Os cistídios localizados na face lamelar (pleurocistídios) são um tanto cilíndricos a em forma de trevo ou algo fusiformes, e medem 35 a 88 por 7,3 a 12,4 μm. Eles são amarelados e contêm conteúdos granulares. Os queilocistídios (encontrados nas bordas das lamelas), de formato semelhantes aos pleurocistídios, possuem paredes finas, são hialinos e medem 14 a 24 por 4,4 a 7,3 μm. As fíbulas estão ausentes nas hifas.

## Espécies semelhantes

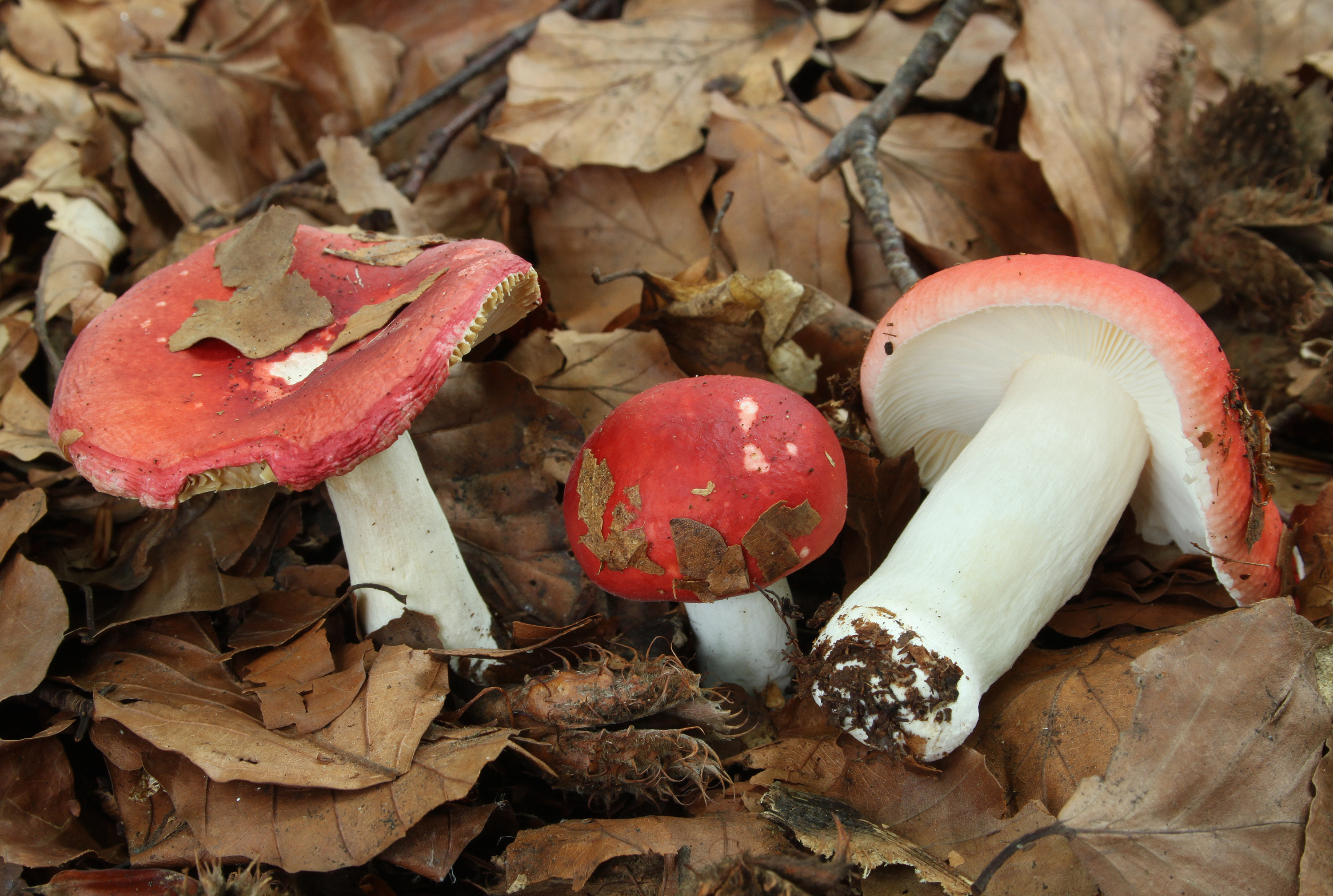
R. nobilis é um dos "sósias" de R. emetica.

Russula emetica é uma das mais de 100 espécies de Russula com chapéu vermelho conhecidas mundialmente. R. nobilis, cujo nome popular em inglês é beechwood sickener, é uma espécie semelhante encontrada sob faias na Europa. Muitos cogumelos parecidos, como o R. sanguinaria, não são comestíveis; esta espécie pode ser distinguida de R. emetica pelo tronco avermelhado. R. aurea, no entanto, é comestível. Tem estipe, lamelas e carne amarelas, além de chapéu vermelho. A comestível R. rugulosa — comum em florestas mistas no leste e norte dos Estados Unidos — tem sua cutícula do chapéu enrugada e espiculada, esporos cor de creme e sabor suave. Outra espécie não comestível, R. fragilis, possui lamelas entalhadas, e seu tronco se mancha de azul com o naftol. A incomum subespécie europeia R. emetica longipes se distingue pelo seu tronco mais alongado e suas lamelas cor de ocre. A R. betularum, um cogumelo europeu com o corpo de frutificação bastante pálido e encontrado em florestas de coníferas e charnecas, às vezes é considerada uma subespécie de R. emetica. R. nana tem uma distribuição restrita às campinas de terras altas árticas e subárticas onde o salgueiro-anão (Salix herbacea) e a uva-de-urso-alpina (Arctostaphylos alpina) são abundantes.

## Distribuição e habitat
Como todas as espécies de Russula, R. emetica é um fungo micorrízico, formando portanto uma parceria mutuamente benéfica com raízes de árvores e de algumas plantas herbáceas. As ectomicorrizas garantem ao cogumelo compostos orgânicos importantes para a sua sobrevivência oriundos da fotossíntese do vegetal; em troca, a planta é beneficiada por um aumento da absorção de água e nutrientes graças às hifas do fungo. A existência dessa relação é um requisito fundamental para a sobrevivência e crescimento adequado de certas espécies de árvores, como alguns tipos de coníferas.

Distribuição de R. emetica no continente europeu (países em verde).

As plantas hospedeiras preferidas são as coníferas, principalmente pinheiros. Os corpos de frutificação crescem individualmente, dispersos, ou em grupos com musgos do gênero Sphagnum perto de pântanos, além de florestas de coníferas e mistas. O fungo, ocasionalmente, frutifica em húmus ou pedaços de madeira podre. O cogumelo é encontrado no norte da África, Ásia, Europa e América do Norte, e pode ser regionalmente muito comum. Há algumas dúvidas sobre a extensão da sua abrangência na América do Norte, com alguns avistamentos se referindo a seu "primo" R. silvicola. Inicialmente o nome "Russula emetica" era muitas vezes aplicado a qualquer cogumelo Russula branco de chapéu vermelho. Os avistamentos registrados na Austrália são agora atribuídos à R. persanguinea, que tem cor semelhante.
Na Escócia, um estudo de campo longitudinal avaliando o crescimento da produção de R. emetica em uma plantação de Pinheiro-da-escócia constatou que a produtividade total foi de 0,24 a 0,49 milhão de cogumelos por hectare por ano, correspondendo a um peso líquido de 265 a 460 kg por hectare por ano. A produtividade foi maior no período de agosto a outubro. A longevidade dos cogumelos foi estimada em 4 a 7 dias. Em um estudo sobre a diversidade de fungos de espécies ectomicorrízicas em uma floresta de Picea sitchensis, R. emetica foi um dos cinco principais fungos dominantes. Comparando-se a frequência de produção de corpos de frutificação entre floretas de 10, 20, 30 ou 40 anos de idade, R. emetica foi mais prolífica no último grupo.

## Toxicidade

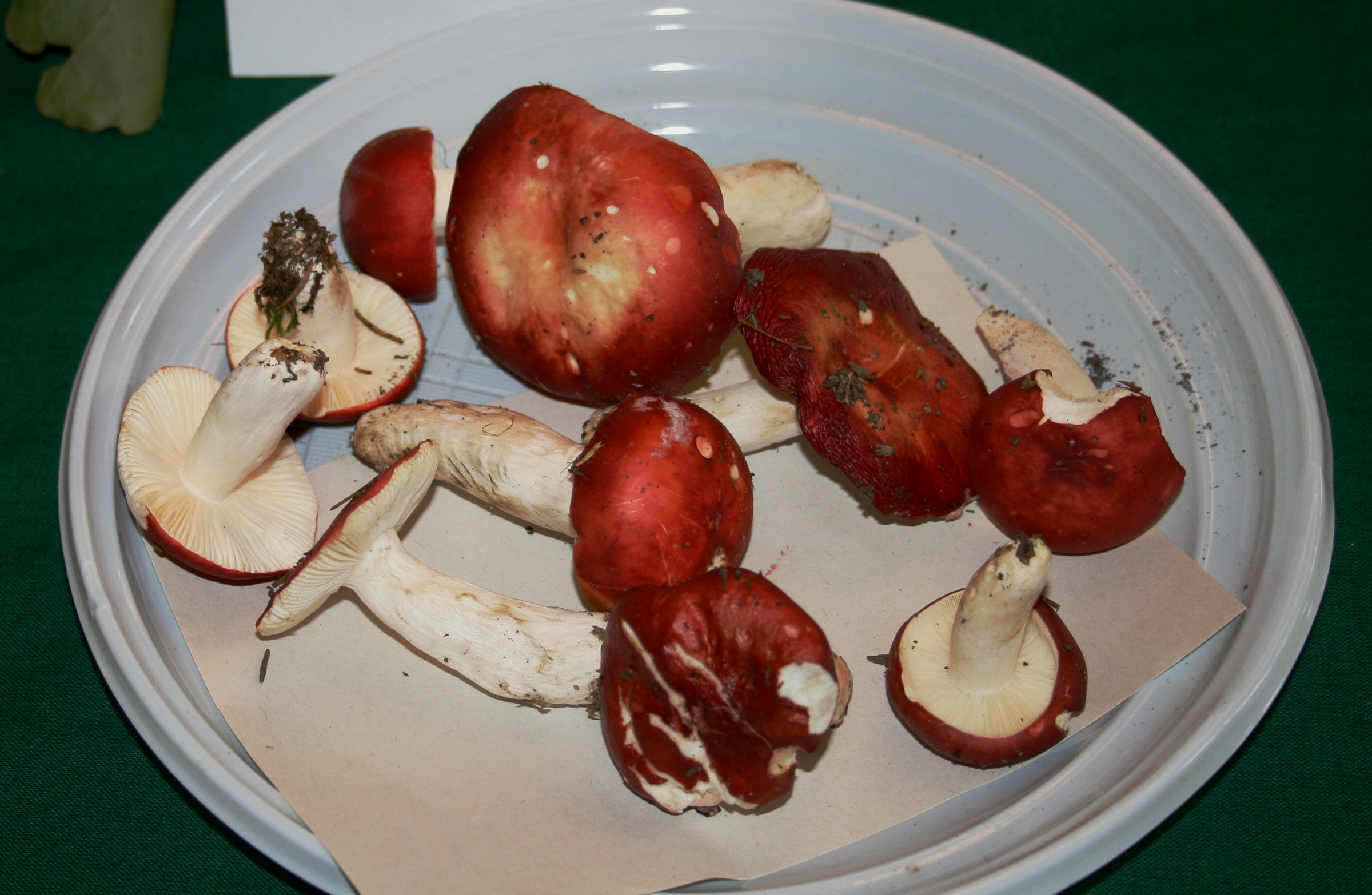
Se ingerido, o cogumelo pode provocar vômitos.

Russula emetica é geralmente considerado um fungo não comestível, embora não seja tão perigoso como às vezes é descrito nos guias de cogumelos mais antigos. A maioria dos sintomas que provoca são de natureza gastrointestinal: náuseas, diarreia, vômitos e cólicas abdominais. Estes sintomas começam tipicamente trinta minutos a três horas após a ingestão do cogumelo, e geralmente diminuem espontaneamente, ou pouco tempo depois de o material ingerido ser expelido do trato digestivo. As substâncias ativas não foram identificadas, mas acredita-se que sejam sesquiterpenos, compostos químicos que já foram isolados a partir de fungos do gênero Lactarius (da mesma família dos Russula) e de R. sardonia. Os sesquiterpenoides que foram identificados a partir de R. emetica incluem os compostos já conhecidos previamente como lactarorufin A, furandiol, metoxifuranalcool, e um composto não identificado exclusivo desta espécie.
Seu sabor amargo desaparece após o cozimento e alguns especialistas passam a considerá-lo um cogumelo comestível, embora o consumo não seja recomendado. O cogumelo costumava ser amplamente consumido em países da Europa Oriental e da Rússia, após passar pelo processo de parboilização (o qual remove as toxinas), e depois de salgado ou preparado como pickles. Em algumas regiões da Hungria e da Eslováquia, a cutícula do chapéu é removida e usada como tempero para goulash. Sabe-se que tanto o esquilo-vermelho-eurasiático (Sciurus vulgaris) como o esquilo-vermelho-americano (Tamiasciurus hudsonicus) forrageiam, armazenam e comem R. emetica. Outros animais que foram documentados consumindo o cogumelo incluem: o caracol Mesodon thyroidus, várias espécies de lesmas (Arion ater, A. subfuscus, A. intermedius, Limax maximus, L. cinereoniger e Deroceras reticulatum), as moscas-das-frutas Drosophila falleni e D. quinaria, e o mosquito Allodia bipexa.